# Hyalinobatrachium nouraguense
Hyalinobatrachium iaspidiense là một loài ếch trong họ Centrolenidae.
Nó được tìm thấy ở Guyane thuộc Pháp và có thể Brasil. Trong tiếng Pháp nó được gọi là centrolenelle des Nouragues.
Các môi trường sống tự nhiên của chúng là các khu rừng ẩm ướt đất thấp nhiệt đới hoặc cận nhiệt đới và sông. Nó không được xem là bị đe dọa theo IUCN.